# Mikael Filipe Viana de Sousa
Mikael Filipe Viana de Sousa, noto semplicemente come Mikael (Bacabal, 28 maggio 1999), è un calciatore brasiliano, attaccante del CRB.

## Caratteristiche tecniche
Punta centrale dal fisico muscoloso e ben strutturato. Piede sinistro, dotato di discreta tecnica e di una buona protezione palla. 

## Carriera

### Gli inizi
Cresciuto nel settore giovanile dello Sport Recife, nel 2018 debutta in prima squadra giocando l'incontro del Campionato Pernambucano pareggiato 1-1 contro il Salgueiro. 
I due anni seguenti li trascorre in prestito prima all'América-PE e poi al Confiança, dove gioca anche alcuni incontri in Série B. 
Rientrato a Recife nell'ottobre 2020, viene confermato in rosa e debutta in Série A il 15 ottobre in occasione dell'incontro casalingo perso 5-3 contro l'Internacional, dove trova anche la via del gol all'ultimo minuto di gioco.

### Salernitana e prestiti
Il 31 gennaio 2022, Mikael si trasferisce alla Salernitana in prestito con obbligo di riscatto condizionato. Il 7 febbraio seguente, fa il suo esordio in Serie A con i granata, nel pareggio per 2-2 con lo Spezia, subentrando a Franck Ribery. Nonostante collezioni appena sette presenze nel corso della stagione, l'attaccante come da condizioni contrattuali data la salvezza all'ultima giornata di campionato della Salernitana, viene così definitivamente riscattato dalla società granata per poco più di due milioni e mezzo di euro. Nel luglio 2022 il club manda una lettera di diffida al giocatore riguardanti le sue condizioni fisiche precarie e, di conseguenza, decide di non convocarlo per il ritiro estivo.
Il 28 luglio 2022 viene ceduto in prestito all'Internacional. Tuttavia, il giocatore viene considerato nuovamente in ritardo di condizione, con la società brasiliana che medita il suo ritorno al mittente. Il 31 gennaio 2023 viene annunciata l'interruzione del prestito senza aver avuto alcuna possibilità di scendere in campo.
Il 2 febbraio 2023 viene ceduto in prestito all'América-MG. Debutta con il club una settimana dopo il suo ingaggio nella gara contro l'Athletic Club. Successivamente, il giocatore non viene convocato agli allenamenti per due settimane a causa di un recupero di condizione organizzato dalla società. Torna al gol il 27 aprile 2023 in una gara contro la Nova Iguaçu valida per la Coppa del Brasile. Il 9 dicembre 2023 viene annunciato che la società brasiliana non sarebbe stata disposta a riscattare il cartellino del giocatore e che a gennaio sarebbe tornato alla base.
Il 1º agosto 2024 la società granata annuncia la rescissione consensuale del contratto del giocatore.

## Statistiche

### Presenze e reti nei club
Statistiche aggiornate al 19 maggio 2022.
| Stagione               | Squadra                | Campionato             | Campionato | Campionato | Coppe nazionali | Coppe nazionali | Coppe nazionali | Coppe continentali | Coppe continentali | Coppe continentali | Altre coppe | Altre coppe | Altre coppe | Totale | Totale | Totale |
| Stagione               | Squadra                | Comp                   | Pres       | Reti       | Comp            | Pres            | Reti            | Comp               | Pres               | Reti               | Comp        | Pres        | Reti        | Pres   | Reti   |        |
| ---------------------- | ---------------------- | ---------------------- | ---------- | ---------- | --------------- | --------------- | --------------- | ------------------ | ------------------ | ------------------ | ----------- | ----------- | ----------- | ------ | ------ | ------ |
| 2018                   | Sport Recife           | A1/PE+A                | 2+0        | 0          | CB              | 0               | 0               |                    | -                  | -                  |             | -           | -           | 2      | 0      |        |
| 2019                   | América-PE             | A1/PE                  | 3          | 0          | CB              | 0               | 0               |                    | -                  | -                  |             | -           | -           | 3      | 0      |        |
| 2020                   | Confiança              | A1/SE+B                | 8+4        | 4+0        | CB              | 0               | 0               |                    | -                  | -                  | CdN         | 3           | 0           | 11     | 4      |        |
| 2020                   | Sport Recife           | A1/PE+A                | 0+14       | 1          | CB              | 0               | 0               |                    | -                  | -                  |             | -           | -           | 14     | 1      |        |
| 2021                   | Sport Recife           | A1/PE+A                | 9+33       | 5+8        | CB              | 1               | 1               |                    | -                  | -                  | CdN         | 7           | 1           | 50     | 15     |        |
| gen. 2022              | Sport Recife           | A1/PE+A                | 1+0        | 2+0        | CB              | -               | -               |                    | -                  | -                  | CdN         | 2           | 3           | 3      | 5      |        |
| Totale Sporting Recife | Totale Sporting Recife | Totale Sporting Recife | 59         | 16         |                 | 1               | 1               |                    |                    |                    |             | 9           | 1           | 66     | 21     |        |
| gen.-giu. 2022         | Salernitana            | A                      | 7          | 0          | CI              | -               | -               | -                  | -                  | -                  | -           | -           | -           | 7      | 0      |        |
| Totale carriera        | Totale carriera        | Totale carriera        | 81         | 20         |                 | 1               | 1               |                    | -                  | -                  |             | 12          | 1           | 94     | 23     |        |

## Palmarès

### Competizioni nazionali
- Campionato Sergipano: 1

Confiança: 2020
- Campionato Alagoano: 1

CRB: 2025